# جی‌بیلدر
جی‌بیلدر (به انگلیسی: JBuilder) محیط توسعه مجتمعی است که برای زبان برنامه‌نویسی جاوا از سوی بورلند ایجادشده که بعدها به کدگیر انتقال داده‌شد. کدگیر نیز در سال ۱۳۸۷ توسط فناوری امباکاردو خریداری شد.
جی‌بیلدر رقبای اصلی محصولاتی مانند اکلیپس از بنیاد اکلیپس ومحیط توسعهٔ مجتمع اینتل‌جی از جت برنتز و نتبینز و جی دولوپر از اوراکل است. نسخهٔ اولیهٔ جی دولوپر اوراکل، ابتدا براساس جی‌بیلدر و باه اجازهٔ بورلند، پیاده‌سازی شده‌بود ولی بعدها از اساس دوباره طراحی و برنامه‌نویسی و توزیع.

## نسخه‌ها
| نام              | سال  | نگارش                                                                                         |
| ---------------- | ---- | --------------------------------------------------------------------------------------------- |
| جی‌بیلدر ۱        | ۱۳۷۶ | استاندارد، حرفه‌ای، مشتری/ خدمت‌گذار                                                            |
| جی‌بیلدر ۲        | ۱۳۷۷ | استاندارد، حرفه‌ای، مشتری/ خدمت‌گذار                                                            |
| جی‌بیلدر۳         | ۱۳۷۸ |                                                                                               |
| جی‌بیلدر۴         | ۱۳۷۹ |                                                                                               |
| جی‌بیلدر۵         | ۱۳۸۰ |                                                                                               |
| جی‌بیلدر۶         | ۱۳۸۰ |                                                                                               |
| جی‌بیلدر۷         | ۱۳۸۱ | سازمانی، استاندارد، شخصی، به همراه ۳ روزآمدی                                                  |
| جی‌بیلدر۸         | ۱۳۸۱ | روزآمدی جی‌بیلدر ۸: سازمانی، شخصی به همراه یک روزآمدی                                          |
| جی‌بیلدر۹         | ۱۳۸۲ | سازمانی، استاندارد، شخصی به همراه ۲ روزآمدی                                                   |
| جی‌بیلدرایکس      | ۱۳۸۲ | سازمانی، توسعه‌دهنده بنیادی، به همراه ۳ روز آمدی                                               |
| جی‌بیلدر۲۰۰۵      | ۱۳۸۴ | سازمانی، توسعه‌دهنده بنیادی، به همراه ۴ روز آمدی                                               |
| جی‌بیلدر۲۰۰۶      | ۱۳۸۴ | سازمانی، توسعه‌دهنده، بنیادی                                                                   |
| جی‌بیلدر۲۰۰۷      | ۱۳۸۵ | رابط کاربری و بسیاری از ویژگی‌های نگارش‌های پیشین تغییر کرده با استفادهاز دوباره سازی با اکلیپس |
| جی‌بیلدر۲۰۰۷ ار۲  | ۱۳۸۶ | سازمانی، استاندراد، توربو                                                                     |
| جی‌بیلدر۲۰۰۸      | ۱۳۸۷ | توربو، سازمانی، حرفه‌ایی                                                                       |
| جی‌بیلدر۲۰۰۸ آر ۲ | ۱۳۸۸ | توربو، سازمانی، حرافه‌ایی                                                                      |

## بنگرید به
- نتبینز
- اکلیپس

## پیوند
- وب‌سایت رسمی
- تاریخ‌چه نگارش‌های جی‌بیلدر